# Soyouz MS-05
Soyouz MS-05 (en russe : Союз МС-05) est une mission spatiale habitée vers la Station spatiale internationale dont le lancement a eu lieu le 28 juillet 2017 depuis le cosmodrome de Baïkonour au Kazakhstan. Le vaisseau Soyouz embarqué est alors amarré au port Rassvet après approximativement 6 heures de vol.

## Équipage
- Commandant : Serguei Riazanski (2),  Russie
- Ingénieur de vol 1 : Paolo Nespoli (3),  Italie
- Ingénieur de vol 2 : Randolph Bresnik (2),  États-Unis

## Équipage de réserve
- Commandant : Alexandre Missourkine (1),  Russie
- Ingénieur de vol 1 : Mark T. Vande Hei (0),  États-Unis
- Ingénieur de vol 2 : Norishige Kanai (0),  Japon

Le chiffre entre parenthèses indique le nombre de vols spatiaux effectués par l'astronaute, Soyouz MS-05 inclus.